# Ácido úrico
El ácido úrico es un compuesto orgánico de carbono, nitrógeno, oxígeno e hidrógeno. Su fórmula química es C5H4N4O3.
Es un ácido débil producido en el hígado, músculos, intestinos, riñones y endotelio vascular, como producto final del catabolismo de las purinas (adenina y guanina) mediante la acción de la enzima xantina oxidasa.
Se encuentra en la orina en pequeñas cantidades. En algunos animales, como aves, reptiles y muchos artrópodos, es el principal producto de desecho, y se expulsa con las heces; los animales que excretan mayoritariamente ácido úrico se denominan uricotélicos. El alto contenido de nitrógeno del ácido úrico es la razón por la que el guano es tan valioso como fertilizante en la agricultura.
En la sangre humana, la concentración de ácido úrico en los hombres es de 3,6-6,5 mg/dl y, en las mujeres, de 2,5-6,5 mg/dl, aunque se pueden encontrar niveles más altos en las personas que consumen más azúcar.
La gota en el ser humano está asociada con niveles anormales de ácido úrico en el sistema.
La saturación de ácido úrico en la sangre humana puede dar lugar a un tipo de cálculos renales (nefrolitiasis) cuando el ácido cristaliza en el riñón. Un porcentaje considerable de enfermos de gota llegan a tener cálculos renales de tipo úrico.
El aumento de los niveles de ácido úrico en la sangre no solo puede estar relacionado con la gota, sino que puede ser simplemente una hiperuricemia, que presenta algunos de los síntomas anteriores o puede ser asintomática. Sin embargo, cuanto mayor es el aumento de ácido úrico en sangre mayores son las posibilidades de padecer afecciones renales, artríticas, etc.

## Degradación de purinas
Los ácidos nucleicos ya existentes en el organismo son hidrolizados por endo y exonucleasas que dan mononucleótidos, que a su vez son degradados a nucleósidos por la fosfomonoesterasa. Esta enzima libera guanosina y adenosina, dos nucleósidos que no pueden seguir exactamente la misma vía.
La adenosina debe ser desaminada previamente por la adenosina desaminasa para formar inosina. Sobre la inosina actúa la nucleósido fosforilasa que la despoja de su ribosa y da hipoxantina. Esta enzima actúa directamente sobre la guanosina liberando guanina.
Desde la hipoxantina y la guanina se forma un compuesto llamado xantina, que da origen al ácido úrico. Estos dos últimos pasos son catalizados por la xantina oxidasa (esta contiene FAD, molibdeno y hierro no hemo), lo que da lugar al ácido úrico y luego urato monosódico.